# Liste der japanischen Botschafter in Deutschland
| Amtsantritt   | Amtsbezeichnung                                                                                                   | Japanische Schrift                                                                                                | Transkription |
| ------------- | --- | --- | --- |
| 3. Okt. 1870  | Geschäftsträger                                                                                                   | 鮫島 尚信 | Samejima Naonobu                                                                                                  |
| 3. Mai 1872   | Ministerresident                                                                                                  | 鮫島 尚信 | Samejima Naonobu                                                                                                  |
| 14. Okt. 1872 | Ministerresident                                                                                                  | 鮫島 尚信 | Samejima Naonobu                                                                                                  |
| 22. Nov. 1873 | bevollmächtigter Gesandter                                                                                        | 鮫島 尚信 | Samejima Naonobu                                                                                                  |
| 17. Aug. 1874 | Geschäftsträger                                                                                                   | 青木 周蔵 | Aoki Shūzō |
| 3. Sep. 1874  | bevollmächtigter Gesandter                                                                                        | 青木 周蔵 | Aoki Shūzō |
| 24. Aug. 1879 | Geschäftsträger ad interim                                                                                        | 三宮 義胤 | Sannomiya Yoshitane                                                                                               |
| 22. Mai 1880  | bevollmächtigter Gesandter                                                                                        | 青木 周蔵 | Aoki Shūzō |
| 9. Dez. 1885  | Geschäftsträger ad interim                                                                                        | 小松原 英太郎 | Komatsubara Eitarō                                                                                                |
| 13. März 1886 | bevollmächtigter Gesandter                                                                                        | 品川 弥二郎 | Shinagawa Yajirō                                                                                                  |
| 27. Dez. 1886 | Geschäftsträger ad interim                                                                                        | 井上 勝之助 | Inoue Katsunosuke                                                                                                 |
| 4. Juni 1887  | bevollmächtigter Gesandter                                                                                        | 西園寺 公望 | Saionji Kinmochi                                                                                                  |
| 5. Juli 1891  | Geschäftsträger ad interim                                                                                        | 井上 勝之助 | Inoue Katsunosuke                                                                                                 |
| 27. Jan. 1892 | bevollmächtigter Gesandter                                                                                        | 青木 周蔵 | Aoki Shūzō |
| 23. Juli 1897 | Geschäftsträger ad interim                                                                                        | 宮岡 恒次郎 | Miyaoka Kōjirō |
| 19. Mai 1898  | bevollmächtigter Gesandter                                                                                        | 井上 勝之助 | Inoue Katsunosuke                                                                                                 |
| 7. Jan. 1906  | bevollmächtigter Botschafter                                                                                      | 井上 勝之助 | Inoue Katsunosuke                                                                                                 |
| 16. Sep. 1907 | Geschäftsträger ad interim                                                                                        | 日置 益 | Hioki Eki |
| 1. Aug. 1908  | Geschäftsträger ad interim                                                                                        | 船越 光之丞 | Funakoshi Mitsunojō                                                                                               |
| 5. Okt. 1908  | bevollmächtigter Botschafter                                                                                      | 珍田 捨巳 | Chinda Sutemi |
| 22. Nov. 1911 | Geschäftsträger ad interim                                                                                        | 畑 良太郎 | Hata Ryōtarō |
| 18. Dez. 1911 | bevollmächtigter Botschafter                                                                                      | 杉村 虎一 | Sugimura Koichi                                                                                                   |
| 22. Aug. 1914 | Geschäftsträger ad interim                                                                                        | 船越 光之丞 | Funakoshi Mitsunojō                                                                                               |
| 24. Aug. 1914 | Abbruch der diplomatischen Beziehungen durch Japan wegen des Ersten Weltkriegs                                    | Abbruch der diplomatischen Beziehungen durch Japan wegen des Ersten Weltkriegs                                    | Abbruch der diplomatischen Beziehungen durch Japan wegen des Ersten Weltkriegs                                    |
| 21. März 1920 | Geschäftsträger ad interim                                                                                        | 出淵 勝次 | Debuchi Katsuji                                                                                                   |
| 7. Jan. 1921  | bevollmächtigter Botschafter                                                                                      | 日置 益 | Hioki Eki |
| 20. Aug. 1923 | Geschäftsträger ad interim                                                                                        | 大野 守衛 | Ōno Morie |
| 6. Feb. 1924  | bevollmächtigter Botschafter                                                                                      | 本多 熊太郎 | Honda Kumatarō |
| 21. Sep. 1925 | Geschäftsträger ad interim                                                                                        | 伊藤 述史 | Itō Nobumi |
| 25. Aug. 1926 | bevollmächtigter Botschafter                                                                                      | 長岡 春一 | Nagaoka Harukazu                                                                                                  |
| 6. Mai 1930   | Geschäftsträger ad interim                                                                                        | 東郷 茂徳 | Tōgō Shigenori |
| 6. Apr. 1931  | bevollmächtigter Botschafter                                                                                      | 小幡 酉吉 | Obata Yūkichi |
| 16. Jan. 1932 | Geschäftsträger ad interim                                                                                        | 七田 基玄 | Shichida Motoharu                                                                                                 |
| 19. Nov. 1932 | Geschäftsträger ad interim                                                                                        | 東郷 茂徳 | Tōgō Shigenori |
| 22. Nov. 1932 | Geschäftsträger ad interim                                                                                        | 藤井 啓之助 | Fujii Keinosuke                                                                                                   |
| 3. Apr. 1933  | bevollmächtigter Botschafter                                                                                      | 永井 松三 | Nagai Matsuzō |
| 15. Okt. 1934 | Geschäftsträger ad interim                                                                                        | 杉下 裕次郎 | Sugishita Yūjirō                                                                                                  |
| 28. Dez. 1934 | bevollmächtigter Botschafter                                                                                      | 武者小路 公共 | Mushanokōji Kintomo                                                                                               |
| 3. Juli 1935  | Geschäftsträger ad interim                                                                                        | 井上 庚二郎 | Inoue Kōjirō |
| 30. Apr. 1936 | bevollmächtigter Botschafter                                                                                      | 武者小路 公共 | Mushanokōji Kintomo                                                                                               |
| 12. Dez. 1937 | Geschäftsträger ad interim                                                                                        | 柳井 恒夫 | Yanai Hisao |
| 24. Dez. 1937 | bevollmächtigter Botschafter                                                                                      | 東郷 茂徳 | Tōgō Shigenori |
| 29. Okt. 1938 | bevollmächtigter Botschafter                                                                                      | 大島 浩 | Ōshima Hiroshi |
| 29. Okt. 1939 | Geschäftsträger ad interim                                                                                        | 宇佐美 珍彦 | Usami Uzuhiko |
| 4. Dez. 1939  | bevollmächtigter Botschafter                                                                                      | 来栖 三郎 | Kurusu Saburō |
| 17. Feb. 1941 | bevollmächtigter Botschafter                                                                                      | 大島 浩 | Ōshima Hiroshi |
| 5. Juni 1945  | Verlust der Staatlichkeit Deutschlands durch die Berliner Erklärung der Alliierten infolge des Zweiten Weltkriegs | Verlust der Staatlichkeit Deutschlands durch die Berliner Erklärung der Alliierten infolge des Zweiten Weltkriegs | Verlust der Staatlichkeit Deutschlands durch die Berliner Erklärung der Alliierten infolge des Zweiten Weltkriegs |
| 15. März 1952 | Direktor des Auslandsbüros in Bonn                                                                                | 寺岡 洪平 | Teraoka Kōhei |
| 6. Dez. 1953  | Geschäftsträger ad interim                                                                                        | 曾野 明 | Sono Akira |
| 8. Jan. 1954  | bevollmächtigter Botschafter                                                                                      | 加瀬 俊一 | Kase Shun’ichi |
| 6. Juni 1956  | Geschäftsträger ad interim                                                                                        | 曾野 明 | Sono Akira |
| 27. Nov. 1956 | bevollmächtigter Botschafter                                                                                      | 大野 勝巳 | Ōno Katsumi |
| 9. Jan. 1957  | Geschäftsträger ad interim                                                                                        | 曾野 明 | Sono Akira |
| 8. Apr. 1957  | bevollmächtigter Botschafter                                                                                      | 武内 龍次 | Takeuchi Ryūji |
| 19. Dez. 1960 | Geschäftsträger ad interim                                                                                        | 竹内 春海 | Takeuchi Harumi                                                                                                   |
| 13. Apr. 1961 | bevollmächtigter Botschafter                                                                                      | 成田 勝四郎 | Narita Katsushirō                                                                                                 |
| 11. Apr. 1965 | Geschäftsträger ad interim                                                                                        | 兼松 武 | Kanematsu Takeshi                                                                                                 |
| 20. Mai 1965  | bevollmächtigter Botschafter                                                                                      | 内田 藤雄 | Uchida Fujio |
| 10. Jan. 1970 | Geschäftsträger ad interim                                                                                        | 吉岡 一郎 | Yoshioka Ichirō                                                                                                   |
| 11. März 1970 | bevollmächtigter Botschafter                                                                                      | 甲斐 文比古 | Kai Fumihiko |
| 10. Okt. 1972 | Geschäftsträger ad interim                                                                                        | 加藤 千幸 | Katō Chisachi |
| 27. Okt. 1972 | bevollmächtigter Botschafter                                                                                      | 曾野 明 | Sono Akira |
| 5. Sep. 1975  | Geschäftsträger ad interim                                                                                        | 宮沢 泰 | Miyazawa Yasushi                                                                                                  |
| 21. Okt. 1975 | bevollmächtigter Botschafter                                                                                      | 上田 常光 | Ueda Tsuneaki |
| 4. Dez. 1977  | Geschäftsträger ad interim                                                                                        | 茂木 良三 | Moteki Ryōzō |
| 1. Feb. 1978  | bevollmächtigter Botschafter                                                                                      | 吉野 文六 | Yoshino Bunroku                                                                                                   |
| 28. März 1982 | Geschäftsträger ad interim                                                                                        | 山下 新太郎 | Yamashita Shintarō                                                                                                |
| 30. März 1982 | bevollmächtigter Botschafter                                                                                      | 宮崎 弘道 | Miyazaki Hiromichi                                                                                                |
| 8. Jan. 1986  | Geschäftsträger ad interim                                                                                        | 中村 昭一 | Nakamura Shōichi                                                                                                  |
| 15. Jan. 1986 | bevollmächtigter Botschafter                                                                                      | 宮沢 泰 | Miyazawa Yasushi                                                                                                  |
| 31. März 1989 | Geschäftsträger ad interim                                                                                        | 高島 有終 | Takashima Yūshū                                                                                                   |
| 8. Apr. 1989  | bevollmächtigter Botschafter                                                                                      | 木村 敬三 | Kimura Keizō |
|               | | | |
| 1993          | | 有馬 龍夫 | Arima Tatsuo |
|               | | | |
| 1998          | | 久米 邦貞 | Kume Kunisada |
| 2001          | | 野村 一成 | Nomura Issei |
| 2002          | | 高島 有終 | Takashima Yūshū                                                                                                   |
| 2005          | bevollmächtigter Botschafter                                                                                      | 高野 紀元 | Takano Toshiyuki                                                                                                  |
| 2008          | bevollmächtigter Botschafter                                                                                      | 神余 隆博 | Shin’yo Takahiro                                                                                                  |
| Mär. 2012     | | 中根 猛 | Nakane Takeshi |
| 3. Feb. 2016  | Außerordentlicher und bevollmächtigter Botschafter                                                                | 八木 毅 | Yagi Takeshi |
| 7. Dez. 2020  | Außerordentlicher und bevollmächtigter Botschafter                                                                | 柳 秀直 | Yanagi Hidenao |
| 22. Nov. 2024 | Außerordentliche und bevollmächtigte Botschafterin                                                                | 志野 光子 | Shino Mitsuko |